# 데스몬드 메이슨

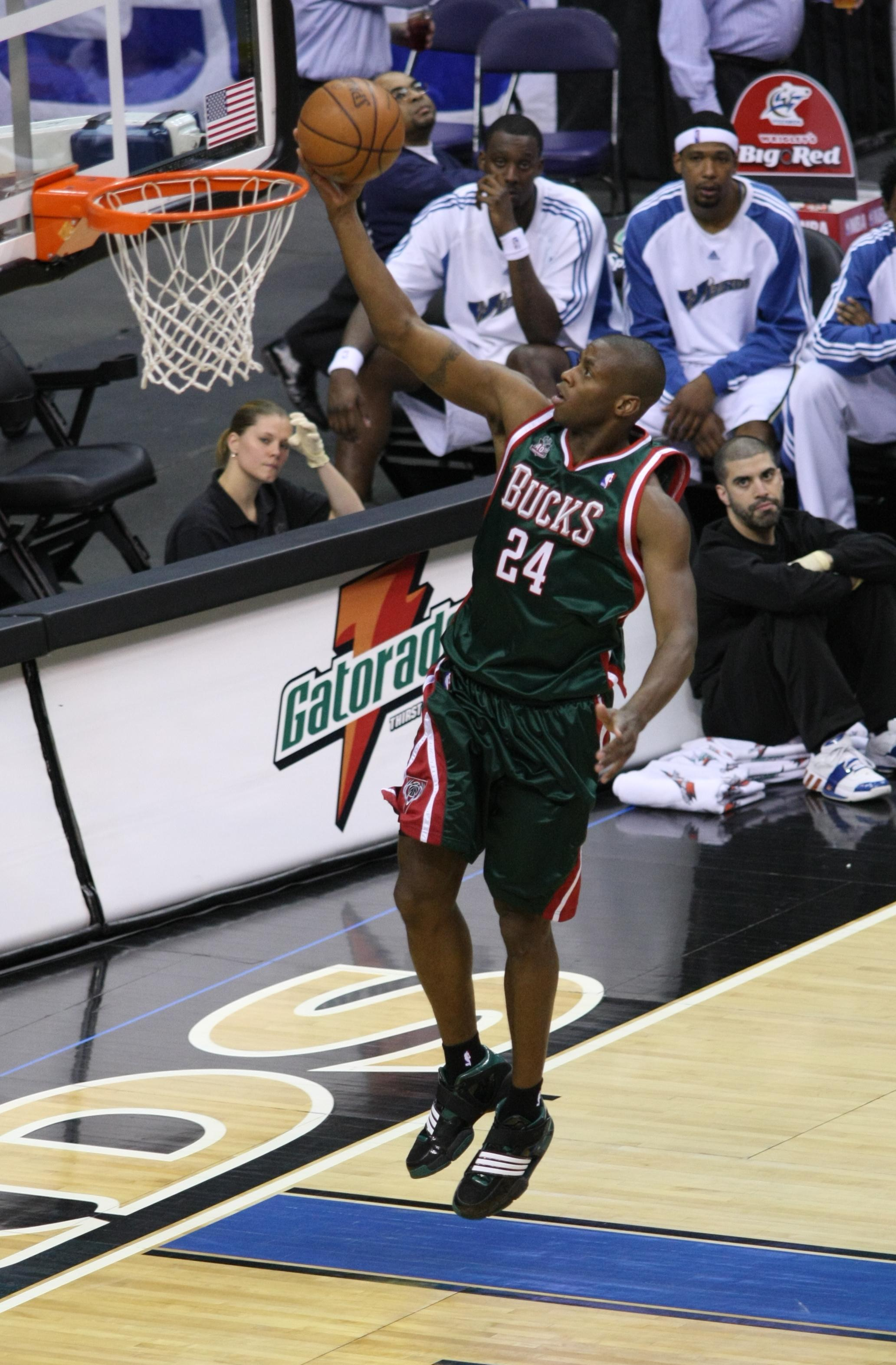
2008년 벅스에서의 모습

데스몬드 메이슨(Desmond Mason, 본명: Desmond Tremaine Mason, 1977년 10월 11일 ~ )은 미국의 화가이자 전직 프로 농구 선수이다. 슈팅 가드와 스몰 포워드로 활약했다. 메이슨은 또한 다양한 미디어에서 작업하면서 예술가로서 성공을 거두었다. 현재 오클라호마시티의 스포츠 토크 스테이션인 더 프랜차이즈의 NBA 분석가이자 스포츠 라디오 공동 진행자로 활동하고 있다.

## 프로 경력
- 시애틀 슈퍼소닉스(2000~2003)
- 밀워키 벅스 (2003-2005)
- 뉴올리언스 호네츠(2005~2007)
- 밀워키에서 두 번째 활동(2007~2008)
- 오클라호마시티 썬더(2008~2009)
- 새크라멘토 킹스 (2009)